# Gelegenheitsgrafik
Die Gelegenheitsgrafik ist ein Untergebiet der Gebrauchsgrafik. Es handelt sich dabei um  grafische Blätter, die anlässlich bestimmter Gelegenheiten entworfen und gedruckt werden. Sie sind häufig „Brotartikel“ von Graphikern, können aber auch ein amüsantes Nebenbei im Werk eines Künstlers sein. Zur Gelegenheitsgrafik gehören unter anderem Neujahrsgrafik, Umzugsanzeigen, Geburts- und Hochzeitsanzeigen, Visitenkarten und damit nahezu alles, was am Rande der grafischen Kunst angesiedelt ist.